# The New Pornographers
The New Pornographers je kanadská rocková skupina, založená v roce 1997. Skupinu tvoří Dan Bejar, Kathryn Calder, Neko Case, John Collins, Kurt Dahle, Todd Fancey, A. C. Newman a Blaine Thurier. Své první album nazvané Mass Romantic skupina vydala v roce 2000 a do roku 2017 vydala dalších šest. Roku 2009 přispěli písní „Hey, Snow White“ na charitativní album Dark Was the Night vydané organizací Red Hot Organization. V roce 2012 skupina přispěla písní „Think About Me“ na tribute album věnované skupině Fleetwood Mac s názvem Just Tell Me That You Want Me.

## Diskografie
- Mass Romantic (2000)
- Electric Version (2003)
- Twin Cinema (2005)
- Live! (2006)
- Challengers (2007)
- Together (2010)
- Brill Bruisers (2014)
- Whiteout Conditions (2017)
- In the Morse Code of Brake Lights (2019)
- Continue as a Guest (2023)